# 隆泰 (繙譯進士)
隆泰（？年—？年），蒙古鑲黃旗人，繙譯進士。

## 生平
- 嘉庆丁丑中式繙譯進士。
- 道光二十九年，任廵海汀漳龍道[1]。